# Markus Reuter
Markus Reuter (* 1972 in Lippstadt) ist ein deutscher Gitarrist, Komponist und Musikproduzent.

## Leben und Schaffen
Er begann schon 1975 zu musizieren und erlernte in der Folge Mandoline, Gitarre und Klavier mit verschiedenen Lehrern, erste Kompositionen schrieb er ab Mitte der 1980er Jahre. In den 1990er Jahren lernte er in Robert Fripps Gitarrenschule, mit Gerd Lisken, Daniel Schell und Pandit Ashok Pathak. Von 1993 bis 1996 war Reuter Mitglied des Chaos Orchester Bielefeld, anschließend trat er centrozoon und dem Europa String Choir bei. Er spielte nun auch Chapman Stick und Warr Guitar und begann Tapping zu unterrichten. In den 1990er Jahren studierte Reuter außerdem Psychologie an der Universität Bielefeld.
Im Jahr 1998 erschien sein Solo-Debüt Taster, von da an folgten regelmäßige Veröffentlichungen mit centrozoon, Europa String Choir, Ian Boddy und mehreren weiteren Projekten. Im Jahr 2005 gründete er TUNER mit Pat Mastelotto, mit dem er seit 2011 auch in Tony Levins Stick Men und seit 2012 in The Crimson ProjeKct spielt. Zudem arbeitet Reuter als Musikproduzent und Gitarrendesigner.
Wegen seiner Frau wohnte er zehn Jahre in Innsbruck.

## Diskografie (Auswahl)
solo
- 1998: Taster
- 2000: Digitalis
- 2001: The Longest in Terms of Being
- 2006: Trepanation
- 2011: Todmorden 513
- 2014: Sultry Kissing Lounge
- 2014: 6 Reflections
- 2015: Mondo Nuevo

mit Ian Boddy
- 1999: Distant Rituals
- 2004: Pure
- 2009: Dervish
- 2010: Unwound
- 2013: Colour Division

mit centrozoon
- 2000: blast
- 2001: sun lounge debris
- 2002: the cult of: bibbiboo
- 2004: never trust the way you are
- 2006: angel liquor
- 2007: lovefield
- 2012: boner (2 Versionen)
- 2012: fire

mit Europa String Choir
- 2000: Lemon Crash
- 2004: Marching Ants

mit TUNER
- 2005: TOTEM
- 2007: POLE
- 2008: Müüt
- 2009: Zwar
- 2013: FACE

mit Stick Men
- 2011: Absalom
- 2012: Open
- 2013: Deep
- 2015: Midori – Live in Tokyo
- 2016: Prog Noir

mit The Crimson ProjeKct
- 2013: Official Bootleg Live 2012
- 2013: Live in Tokyo (3 Versionen)

sonstige
- Mark Wingfield / Markus Reuter / Yaron Stavi / Asaf Sirkis: The Stone House (Moonjune Records, 2017)
- J. Peter Schwalm & Markus Reuter: Aufbruch (RareNoise 2021)[2]
- Stephan Thelen & Markus Reuter: Rothko Spaces, Volume 2 (Iapetus Media, 2024)
- Stephan Thelen & Markus Reuter: Promis Of A Better World (Iapetus Media, 2025)